# Culicoides pendleburyi
Culicoides pendleburyi är en tvåvingeart som beskrevs av Wirth och Hubert 1989. Culicoides pendleburyi ingår i släktet Culicoides och familjen svidknott. Inga underarter finns listade i Catalogue of Life.